# カステルライモンド
カステルライモンド（伊: Castelraimondo）は、イタリア共和国マルケ州マチェラータ県にある、人口約4,400人の基礎自治体（コムーネ）。

## 地理

### 位置・広がり
マチェラータ県のコムーネ。県都マチェラータから西南西へ34kmの距離にある。

#### 隣接コムーネ
隣接するコムーネは以下の通り。
- カメリーノ
- フィウミナータ
- ガーリオレ
- マテーリカ
- ピオーラコ
- サン・セヴェリーノ・マルケ
- セッラペトローナ

### 気候分類・地震分類
カステルライモンドにおけるイタリアの気候分類 (it) および度日は、zona D, 1999 GGである。
また、イタリアの地震リスク階級 (it) では、zona 2 (sismicità media) に分類される。

## 行政

### 分離集落
カステルライモンドには、以下の分離集落（フラツィオーネ）がある。
- Brondoleto, Carsignano, Castel Santa Maria, Collina, Corneto, Crispiero, Ele, Piano di Rustano, Rustano, Sant'Angelo, Seano, Stroppigliosi, Torricella, Valeano, Vasconi